# Potterův paradox
Potterův paradox (norsky Potter-paradoxet) je krátká vědeckofantastická povídka norského spisovatele, dramatika a překladatele Tora Åge Bringsværda, která vyšla poprvé v roce 1970. 
Česky vyšla v roce 1987 v antologii Vesmír je báječné místo pro život v překladu Ivo Železného.
Děj, jehož stěžejním tématem je teleportace člověka, je psán formou stručných komentářů a zpráv. Probíhá v období od 6. června do 6. října 1977.

## Postavy
- starý opravář kol v Budapešti
- profesor Polli Volli
- George Potter
- Potterova matka
- teolog Van Winkel

## Děj
Profesor Polli Volli sestrojí funkční teleport, s nímž přemísťuje nejprve malé předměty, poté jednobuněčné organismy, později zvířata a nakonec i člověka. Tím člověkem je jistý George Potter a jeho první teleportace proběhne z londýnského letiště na letiště Geiteryggen poblíž norského města Skien. Přenos trvá pouze krátký okamžik, působí to, jakoby se teleportovaná osoba nacházela na dvou místech zároveň. Pak profesor Polli Volli eliminuje přijímač a zjednoduší vysílač, zařízení je voperováno do Potterova mozku a napojeno na nervovou soustavu.

Odteď se Potter může teleportovat, kam si přeje. Dojde však k chybě, se kterou si vědci neví rady. Při teleportaci se Potter naklonuje, jeden zůstává na původním místě a druhý identický se objeví v nové destinaci. Věci vezmou rychlý spád, Potter se množí exponenciální rychlostí. Má hlad a na většině míst je bez práce. Vyvolává nepokoje. Některé státy se jej bezvýsledně pokoušejí vyhostit. OSN zahájí jednání o potterovské menšině. Objevují se úvahy o vlastním státě Potterů. Nálady ve společnosti se začínají obracet proti Potterům. Planeta začíná být jimi zamořena, každý třetí člověk je Potter. O pár dní později již každý třetí člověk není Potter a zanedlouho umírá poslední Nepotter. Ke hrobu jej doprovází půl milionu Potterů a na celém světě je držena minuta ticha. 

6. října 1977 se na konferenci v Paříži projednává otázka, jaká je budoucnost Potterů. Vzhledem k tomu, že na světě již nežije žádná žena, vše nasvědčuje neblahým vyhlídkám.

## Česká vydání
Česky vyšla povídka v následujících sbírkách nebo antologiích:
- Vesmír je báječné místo pro život (Mladá fronta, edice 13, 1987, antologie science fiction, brožovaná, náklad 80 000, ve spolupráci s Václavem Richterem a Ivo Železným uspořádal a doslov napsal Jaroslav Veis)